# DF-41
O Dongfeng-41 (DF-41, CSS-X-10) (chinês tradicional: 東風-41, chinês simplificado: 东风-41, lit. ‘Vento leste-41’) é um míssil balístico intercontinental propulsão a combustível sólido rodoviário móvel.